# Argentine aux Jeux olympiques d'hiver de 2010
Cet article contient des informations sur la participation et les résultats de l'Argentine aux Jeux olympiques d'hiver de  2010 à Vancouver, au Canada.
L'Argentine a été représentée par sept athlètes aux Jeux olympiques d'hiver de 2010.

## Cérémonies d'ouverture et de clôture

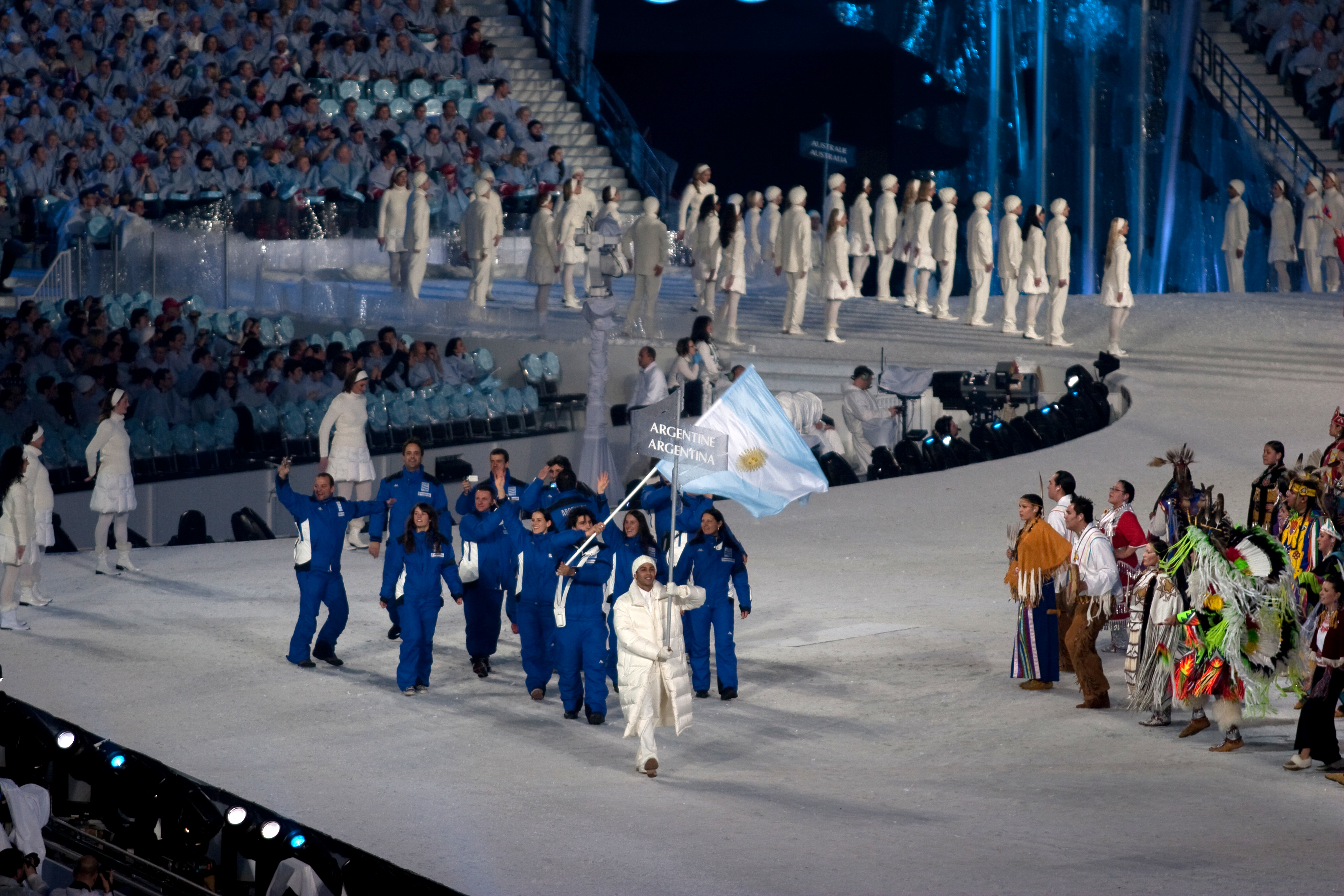
Entrée de la délégation argentine lors de la cérémonie d'ouverture.

Comme cela est de coutume, la Grèce, berceau des Jeux olympiques, ouvre le défilé des nations, tandis que le Canada, en tant que pays organisateur, ferme la marche. Les autres pays défilent par ordre alphabétique. L'Argentine est la cinquième des 82 délégations à entrer dans le BC Place Stadium de Vancouver au cours du défilé des nations durant la cérémonie d'ouverture, après l'Andorre et avant l'Arménie. Cette cérémonie est dédiée au lugeur géorgien Nodar Kumaritashvili, mort la veille après une sortie de piste durant un entraînement. Le porte-drapeau du pays est le skieur alpin Cristian Javier Simari Birkner.
Lors de la cérémonie de clôture qui se déroule également au BC Place Stadium, les porte-drapeaux des différentes délégations entrent ensemble dans le stade olympique et forment un cercle autour du chaudron abritant la flamme olympique. Le drapeau argentin est alors porté par Rubén González, spécialiste de la luge.

## Délégation
Le tableau suivant montre le nombre d'athlètes argentins dans chaque discipline :
| Sport       | Hommes | Femmes | Total |
| ----------- | ------ | ------ | ----- |
| Ski Alpin   | 2      | 3      | 5     |
| Luge        | 1      | 0      | 1     |
| Ski de fond | 1      | 0      | 1     |
| Total       | 4      | 3      | 7     |

## Résultats

### Ski alpin
Hommes
| Athlète                 | Épreuve      | Manche 1      | Manche 2      | Total         | Total |
| Athlète                 | Épreuve      | Temps         | Temps         | Temps         | Rang  |
| ----------------------- | ------------ | ------------- | ------------- | ------------- | ----- |
| Cristian Simari Birkner | Slalom Géant | 1 min 20 s 87 | 1 min 23 s 76 | 2 min 44 s 63 | 34    |
| Agustin Torres          | Slalom Géant | 1 min 25 s 14 | 1 min 28 s 12 | 2 min 53 s 26 | 54    |
| Cristian Simari Birkner | Slalom       | 51 s 35       | 53 s 37       | 1 min 44 s 72 | 26    |
| Agustin Torres          | Slalom       | DNF           | –             | DNF           | –     |
| Cristian Simari Birkner | Super G      |               |               | DNS           | –     |
| Cristian Simari Birkner | Descente     |               |               | 2 min 01 s 67 | 55    |

Combiné hommes
| Athlète                 | Descente      | Slalom   | Slalom   | Total       | Total |
| Athlète                 | Temps         | Manche 1 | Manche 2 | Temps total | Rang  |
| ----------------------- | ------------- | -------- | -------- | ----------- | ----- |
| Cristian Simari Birkner | 2 min 00 s 58 | DNF      | –        | DNF         | –     |

Femmes
| Athlète                    | Épreuve      | Manche 1      | Manche 2      | Total         | Total |
| Athlète                    | Épreuve      | Temps         | Temps         | Temps         | Rang  |
| -------------------------- | ------------ | ------------- | ------------- | ------------- | ----- |
| Macarena Simari Birkner    | Slalom Géant | 1 min 23 s 29 | 1 min 18 s 73 | 2 min 42 s 02 | 45    |
| Maria Belen Simari Birkner | Slalom Géant | 1 min 23 s 60 | 1 min 18 s 78 | 2 min 42 s 38 | 46    |
| Nicol Gastaldi             | Slalom Géant | 1 min 24 s 25 | 1 min 19 s 53 | 2 min 43 s 78 | 48    |
| Macarena Simari Birkner    | Slalom       | 56 s 84       | 55 s 51       | 1 min 52 s 35 | 36    |
| Maria Belen Simari Birkner | Slalom       | 58 s 99       | DNF           | DNF           | –     |
| Nicol Gastaldi             | Slalom       | DNF           | –             | DNF           | –     |
| Macarena Simari Birkner    | Super G      |               |               | 1 min 27 s 48 | 32    |
| Maria Belen Simari Birkner | Super G      |               |               | 1 min 27 s 24 | 31    |
| Macarena Simari Birkner    | Descente     |               |               | 1 min 54 s 25 | 31    |
| Maria Belen Simari Birkner | Descente     |               |               | 1 min 53 s 62 | 29    |

Combiné femmes
| Athlète                    | Descente      | Slalom   | Slalom   | Total         | Total |
| Athlète                    | Temps         | Manche 1 | Manche 2 | Temps total   | Rang  |
| -------------------------- | ------------- | -------- | -------- | ------------- | ----- |
| Macarena Simari Birkner    | 1 min 29 s 56 | 46 s 81  | –        | 2 min 16 s 37 | 26    |
| María Belén Simari Birkner | 1 min 30 s 19 | DNF      | –        | DNF           | –     |

### Ski de fond
| Athlète       | Épreuve     | Final         | Final |
| Athlète       | Épreuve     | Temps         | Rang  |
| ------------- | ----------- | ------------- | ----- |
| Carlos Lannes | 15 km libre | 41 min 34 s 9 | 82    |

### Luge
| Athlète        | Épreuve      | Final    | Final    | Final    | Final    | Final          | Final |
| Athlète        | Épreuve      | Manche 1 | Manche 2 | Manche 3 | Manche 4 | Total          | Rang  |
| -------------- | ------------ | -------- | -------- | -------- | -------- | -------------- | ----- |
| Ruben Gonzalez | Simple homme | 52 s 540 | 52 s 155 | 52 s 298 | 51 s 312 | 3 min 28 s 305 | 38    |

## Diffusion des Jeux en Argentine
Les Argentins peuvent suivre les épreuves olympiques en regardant en clair Canal 7, ainsi que sur le câble et le satellite sur les réseaux ESPN et Torneos y Competencias. Terra Networks permettent d'assurer la couverture médiatique argentine sur Internet.